# Alternativ stad

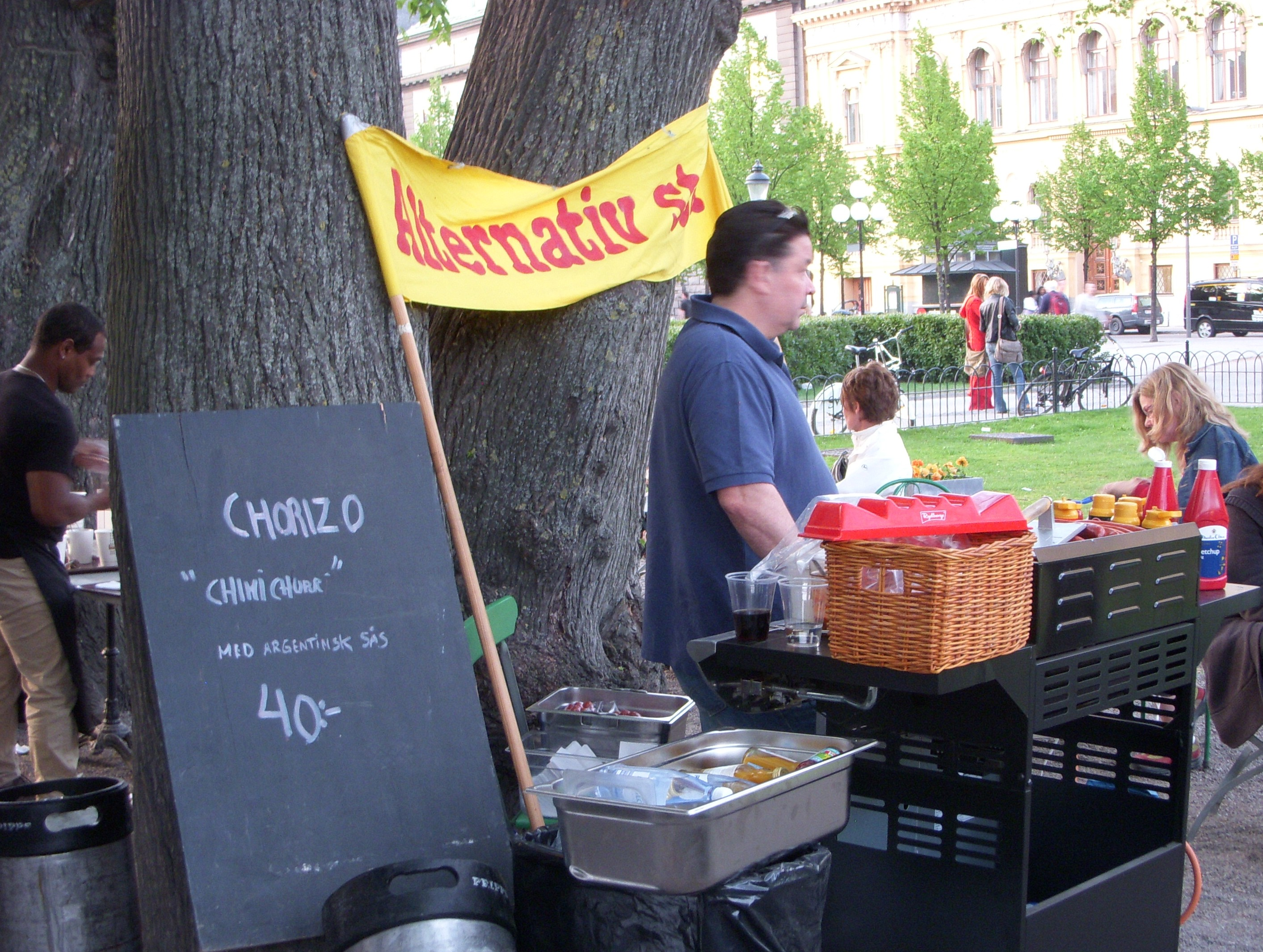
Alternativ stad på Almstriden 40 år, maj 2011.

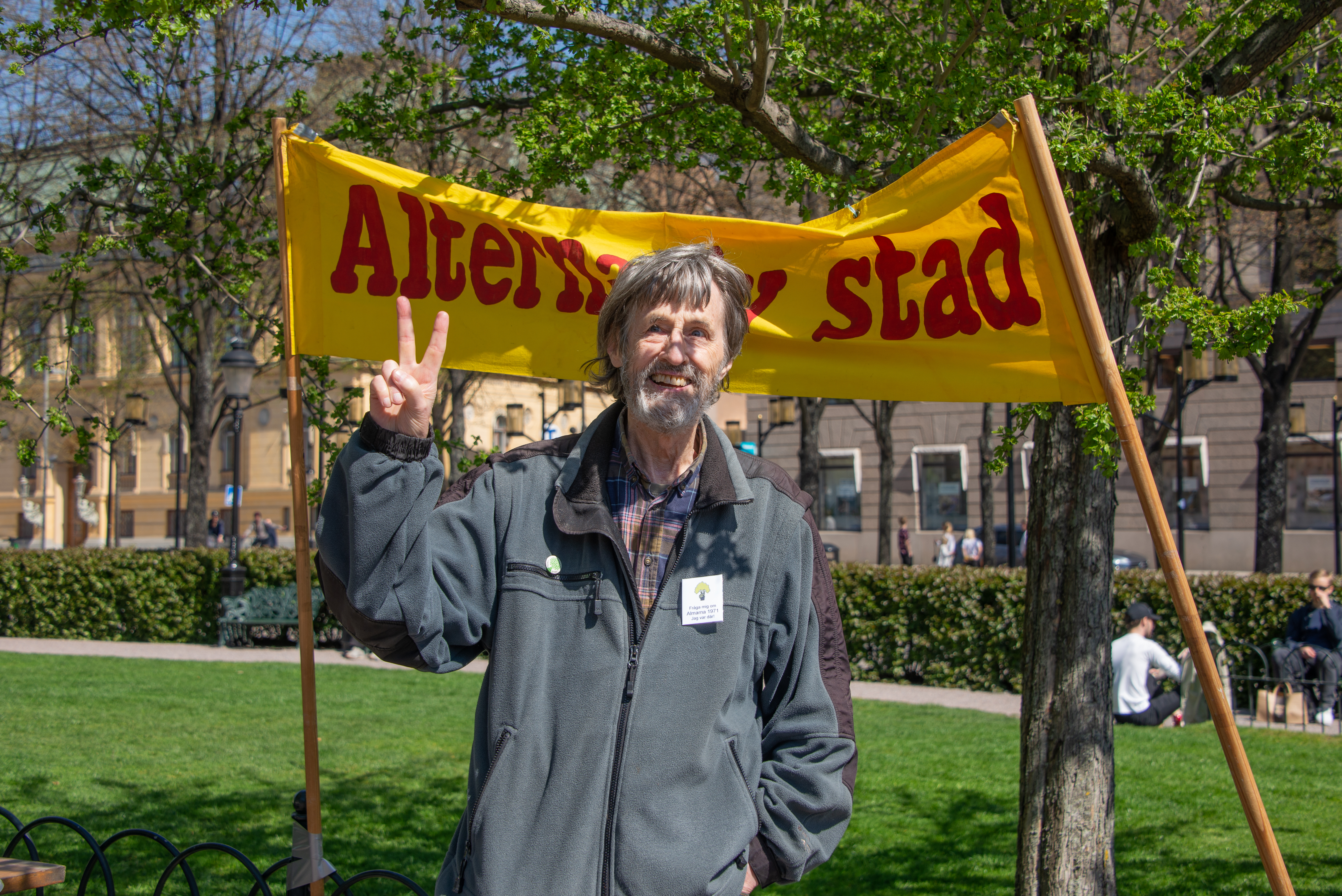
Göran Folin i Kungsträdgården på årsdagen 50 år efter Almstriden.

Alternativ stad är en stadsmiljögrupp i Stockholm och lokalförening av Jordens Vänner.

## Historik
Alternativ stad grundades den 15 februari 1969 ur Alternativ jul, en löst sammansatt rörelse som startades som en protest mot kommersialismen i mässan Teenage fair i Stockholm hösten 1968. Mest känt är Alternativ stad för sitt deltagande i den berömda Almstriden i Stockholm 1971. Organisationen engagerar sig även i miljö- och trafikfrågor. Alternativ stad förespråkar tät stad med kollektivtrafik och nordisk folkrörelsemodell.[källa behövs]
1983 gick Alternativ stad med i Miljöförbundet och blev därmed dess lokalavdelning i Stockholm. Miljöförbundet har sedan dess slagits ihop med organisationen Jordens Vänner, och kallades Miljöförbundet Jordens Vänner. I april 2011 bytte organisationen namn till Jordens Vänner.
I början av 1990-talet startade Alternativ stad nätverket Ur tid är leden, för att protestera mot motorvägar runt Stockholm (Dennispaketet) och i slutet av 1990-talet nätverket Stockholm inte till salu (som senare gick upp i Gemensam Välfärd), för att motarbeta privatisering av offentliga verksamheter.

## Publicistisk verksamhet
- 1971 började Alternativ stad ge ut tidningen Almbladet som några år senare bytte namn till Klara Papper.  Under 1980-talet blev den en intern medlemstidning och lades sedan ner i början av 1990-talet.

- 1974 gav Alternativ stad ut Lågenergisamhälle men hur? på det egna förlaget Allförlaget. 1997 gav de ut Arbetslös? - orsakerna och lösningarna - globalt och lokalt, 1999 Hållbart Stockholm och 2004 Kampen om allmänningarna. 1990 gjorde Alternativ stad en alternativ kollektivtrafikplan för Stockholm som 2006 gavs ut i uppdaterad upplaga under namnet Kollektivtrafik för bilistens behov.